# Emesis vimena
Emesis vimena är en fjärilsart som beskrevs av William Schaus 1928. Emesis vimena ingår i släktet Emesis och familjen Riodinidae. Inga underarter finns listade i Catalogue of Life.